# Cultura dello Swat

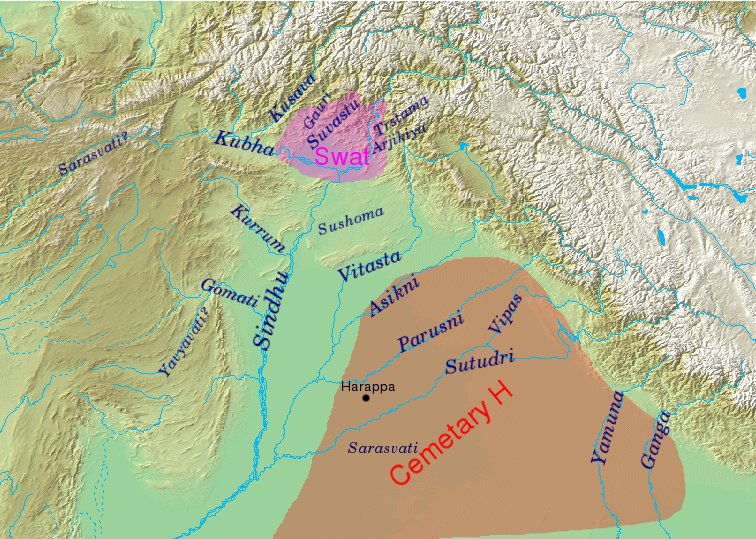
Le culture protostoriche associate alla penetrazione degli Arii in India. La cultura dello Swat è evidenziata in fuxia

La cultura dello Swat (o Swāt) detta anche "cultura delle tombe del Gandhara" nacque nel 1600 a.C. circa e si sviluppò fra il 1500 e il 600 a.C. nel Gandhāra in Pakistan.

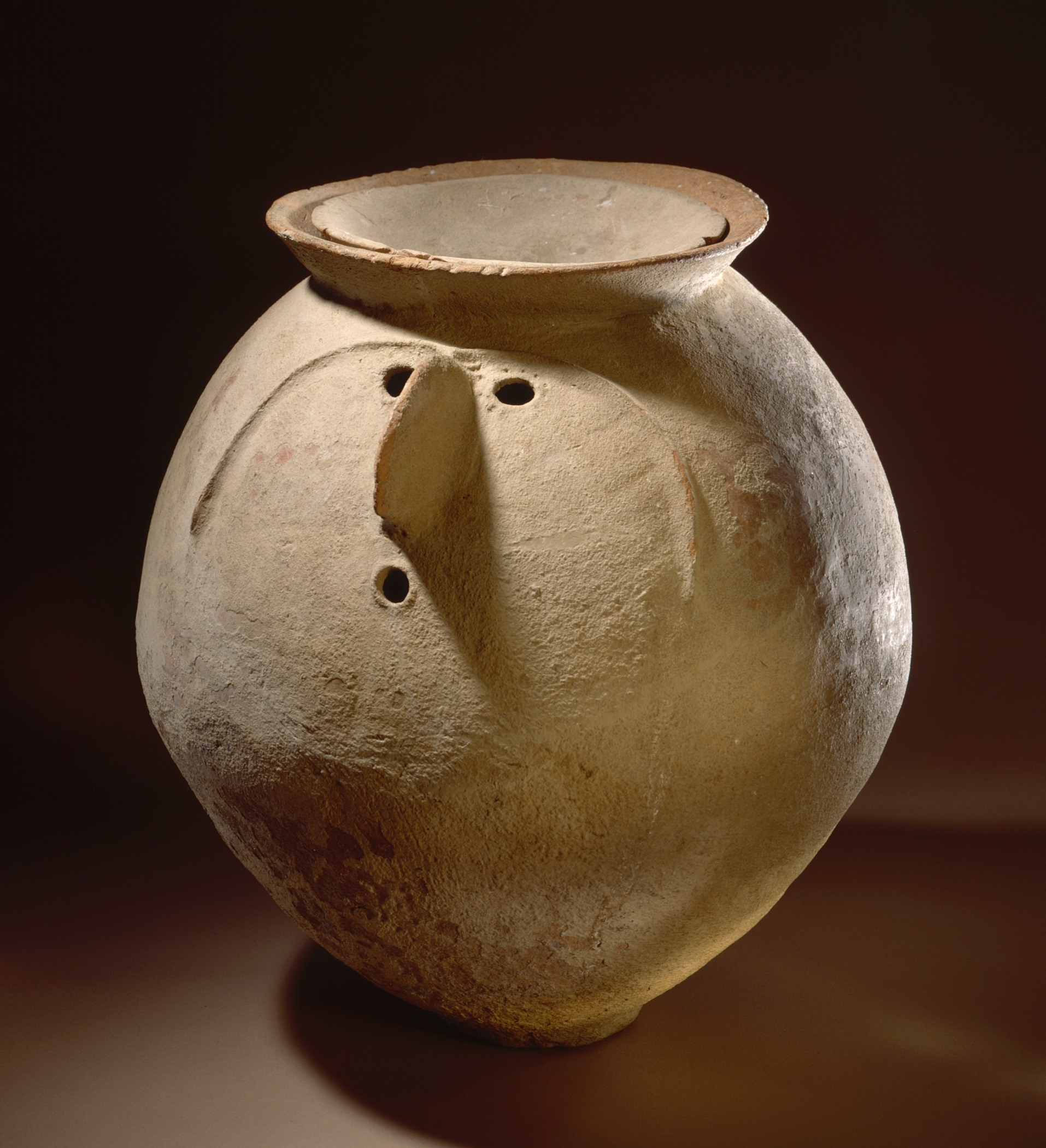
Urna cineraria

Importanti ritrovamenti, rinvenuti specialmente in contesti funerari, sono stati fatti lungo i fiumi Swāt e Dir nel nord, Taxila nel sud-est e lungo il fiume Gomal nel sud. Le ceramiche di questa cultura mostrano chiare somiglianze con quelle del BMAC e dell'altopiano iranico. Resti di equini furono rinvenuti in almeno una sepoltura.
Le popolazioni della cultura dello Swat sono state associate dalla maggior parte degli studiosi con gli indoari (di cultura BMAC) che migrando in India dall'Asia centrale, si fusero con gli elementi indigeni della precedente Civiltà della valle dell'Indo (cultura della ceramica colorata in ocra, cultura del cimitero H) dando origine alla civiltà vedica.
Alcuni studiosi rimarcano che le genti della cultura dello Swat mostrano affinità biologiche con la popolazione neolitica precedente. Questa tesi non è accettata dall'archeologa russa Elena E. Kuz'mina che nota invece affinità antropologiche, nonché archeologiche, con le popolazioni e le culture dell'Asia centrale.
È probabile che le popolazioni dei Dardi e dei Nuristani discendano da questa cultura.